# Публій Вентідій Басс
Публій Вентідій Басс (лат. Publius Ventidius Bassus; 89 до н. е. — 38 до н. е.) — військовий діяч Римської республіки, консул-суфект 43 року до н. е., прихильник Гая Юлія Цезаря.

## Життєпис
Походив з родини вершників. Народився десь у Піцені. Його батько ймовірно був магістратом м. Асколі. Під час Союзницької війни (91—88 років до н. е.) ще зовсім малим Басс разом із родиною потрапив у полон (його батько воював проти римлян). Надалі мешкав у Римі, займаючись торгівлею худобою. Потім вирішив розпочати кар'єру військовика. Як військовий трибун Гая Цезаря брав активну участь у Галльській війні.
У 46 році до н. е. обрано народним трибуном, а у 44 році до н. е. — претором. Після загибелі Цезаря підтримував Марка Антонія. У 43 році до н. е. завдав поразку ворогові неподалік від Генуї. Того ж року став консулом-суфектом разом з Гаєм Карріною. У 42 році до н. е. отримав як провінцію Цізальпійську Галлію.
У 41—40 роках до н. е. очолив військо у Перузійській війні проти Луція Мунація Планка, прихильника сенату. Зміг розбити й останнього, приєднавши переможені війська до своїх.
У 39 році до н. е. за дорученням Октавіана та Марка Антонія вирушив до Сирії як легат. До того часу парфяни тримали під контролем усю Сирію, одна з їхніх армій билася під командуванням колишнього республіканця Квінта Лабіена. Вентідій Басс несподівано підійшов до Тавру і почав наступ на Лабіена. У цій битві Вентідій здобув повну перемогу, змусивши Лабіена втікати. Незабаром Вентідій влаштував засідку, направляючи кінноту Помпедія Сілона до гори Аман, де загін Сілона було атаковано парфянським військовиком Фарнапатом. Сілон імітував відступ, а Вентідій поспішив на допомогу йому, провівши атаку з флангу і розбив Фарнапата. Ця перемога Вентідія означала відвоювання майже всієї Сирії. Влаштувавши збір грошей, він приїхав в Юдею і встав табором біля Єрусалима, зажадавши від царя Ірода допомоги у боротьбі проти парфян. Шпигуни з'ясували, що парфяни перейдуть Євфрат біля міста Зевгма. На те, щоб облаштувати переправу в цьому місці, парфяни витратили понад 40 днів, і Вентідій використав цей час для збору військ.
Вентідій показав уявну слабкість римлян і змусив ворога підійти близько до табору. Цим він намагався уникнути загрози парфянських стріл. Коли загони підійшли на 500 кроків, блискавична атака важкоозброєних римлян стала причиною повного розгрому противника. Після цього Вентідій велів провезти голову полководця Пакора по містах Сирії. Після цього він вирушив у похід на царя Коммагени і почав облогу Самосати, яка незабаром здалася. За результатами цих битв сенат надав право Вентідію на тріумф. Тріумф він відсвяткував у 38 році до н. е. Незабаром після цього Вентідій помер. Його було поховано за державний кошт на знак шанування заслуг полководця.